# Bodrogkeresztúr
Bodrogkeresztúr község Borsod-Abaúj-Zemplén vármegye Tokaji járásában.

## Fekvése
A Bodrog jobb partján fekszik, a vármegye székhelyétől, Miskolctól légvonalban 43, közúton 48 kilométerre keletre.
A környező települések közül Bodrogkisfaluddal szinte teljesen összenőtt - egy utca választja el a két települést 1,2 kilométeren át, ezért lényegében nincs is távolság közöttük. Tarcal 2, Szegi 3 kilométerre található; a legközelebbi városok: Tokaj 6, Rakamaz 10, Szerencs 14, Sárospatak pedig 25 kilométerre.

### Megközelítése
Legfontosabb közúti megközelítési útvonala a 37-es főút, ezen érhető el Miskolc és Sárospatak felől is, Bodrogkisfaludnál letérve. Korábban érintette a 38-as főút is, de az ma már a községet elkerülve halad, a régi nyomvonal mellékútként a 3838-as útszámozást viseli. Északi határszélén indul a Bodrog-parti településeket összekötő 3801-es út.
Vasúton a Hatvan–Miskolc–Szerencs–Sátoraljaújhely-vasútvonalon érhető el. Bodrogkeresztúr vasútállomás valójában a szomszédos község Bodrogkisfalud déli részén helyezkedik el, nem messze a névadó Bodrogkeresztúr lakott területeinek északi szélétől; a 3838-as és a 3801-es utak szétágazása közelében terül el, közúti elérését ez utóbbi út biztosítja.

## Története
A terület az őskor óta lakott, ezt jelentős neolit kori leletek tanúsítják, többek között a „Dereszla kincse” néven ismert, i. e. 1200-ból származó arany ékszerek.
A község nevének pontos eredete nem ismert, lehetséges, hogy keresztes lovagokról kapta. Először 1239-ben említik a települést és várát, mely feltehetőleg a tatárjárás során pusztult el. 1411-től a község a tokaji uradalom része. A 16. században már mezővárosként említik, a század végétől a 17. század közepéig nyomda is működött a településen.
A Rákóczi-szabadságharc megviselte a községet, de sikerült újra megerősödnie, főként a szőlőtermesztésnek köszönhetően, amelynek korszerűsítésében nagy szerepet játszottak az 1726-ban érkezett haszid zsidó telepesek. Az 1848–49-es szabadságharc során a települést kifosztották. A zsidó közösség kiemelkedő tagja volt Reb Steiner Saje (1851–1925), a csodarabbi, aki 1925-ben hunyt el Bodrogkeresztúron. Egykori lakhelye ma emlékház és zarándokhely.

## Közélete

### Polgármesterei
- 1990–1994: Májer József (független)[6]
- 1994–1998: Májer József (független)[7]
- 1998–2002: Májer József (Zempléni Településszövetség)[8]
- 2002–2006: Májer József (Zempléni Településszövetség)[9]
- 2006–2010: Májer József (Zempléni Településszövetség)[10]
- 2010–2014: Májer József (független)[11]
- 2014–2019: Májer József (független)[12]
- 2019–2024: Rozgonyi István (független)[13]
- 2024– : Rozgonyi István (független)[1]

## Népesség
A település népességének változása:
| Lakosok száma | 1168 | 1136 | 1109 | 986  | 877  | 889  | 838  |
|               | 2013 | 2014 | 2015 | 2021 | 2022 | 2023 | 2024 |

2001-ben a lakosság döntő többségét magyar nemzetiségűek alkották, de a településen 4, magát cigánynak valló lakos is élt.
A 2011-es népszámlálás során a lakosok 87,4-a magyarnak, 0,7% cigánynak, 0,5% németnek mondta magát (12,5% nem nyilatkozott; a kettős identitások miatt a végösszeg nagyobb lehet 100%-nál). A vallási megoszlás a következő volt: római katolikus 44,8%, református 17,7%, görögkatolikus 11%, felekezeten kívüli 4,9% (20,9% nem válaszolt).
2022-ben a lakosság 94,1%-a vallotta magát magyarnak, 0,8% cigánynak, 0,8% németnek, 0,1% örménynek, 1,6% egyéb, nem hazai nemzetiségűnek (5,9% nem nyilatkozott; a kettős identitások miatt a végösszeg nagyobb lehet 100%-nál). Vallásuk szerint 37,6% volt római katolikus, 18,1% református, 9,9% görög katolikus, 1% egyéb keresztény, 0,1% evangélikus, 0,1% izraelita, 5,8% felekezeten kívüli (27,1% nem válaszolt).

## Neves személyek
- Itt született 1589-ben Keresztúri Bíró Pál református prédikátor, hitvitázó, jeles pedagógus.
- Itt született 1752 körül Barczafalvi Szabó Dávid magyar tanár, író, nyelvújító, műfordító, lapszerkesztő.
- Itt született 1755-ben Keresztury József Alajos történész, bölcsészeti doktor, egyetemi tanár.
- Itt született 1948-ban Monyók Ildikó magyar színésznő, énekesnő.
- Itt született 1952-ben Monyók Gabi magyar énekesnő.
- Itt hunyt el 1610-ben Ujfalvi Katona Imre református lelkész.
- Itt élt az 1920-as években Máriássy Mihály magyar földbirtokos, jogász, országgyűlési képviselő (1878–1953)
- Itt élt Széchenyi-Wolkeinstein Ernőné, Erzsébet királyné udvarhölgye, csillagkeresztes úrhölgy (1867-1945)

## Képek

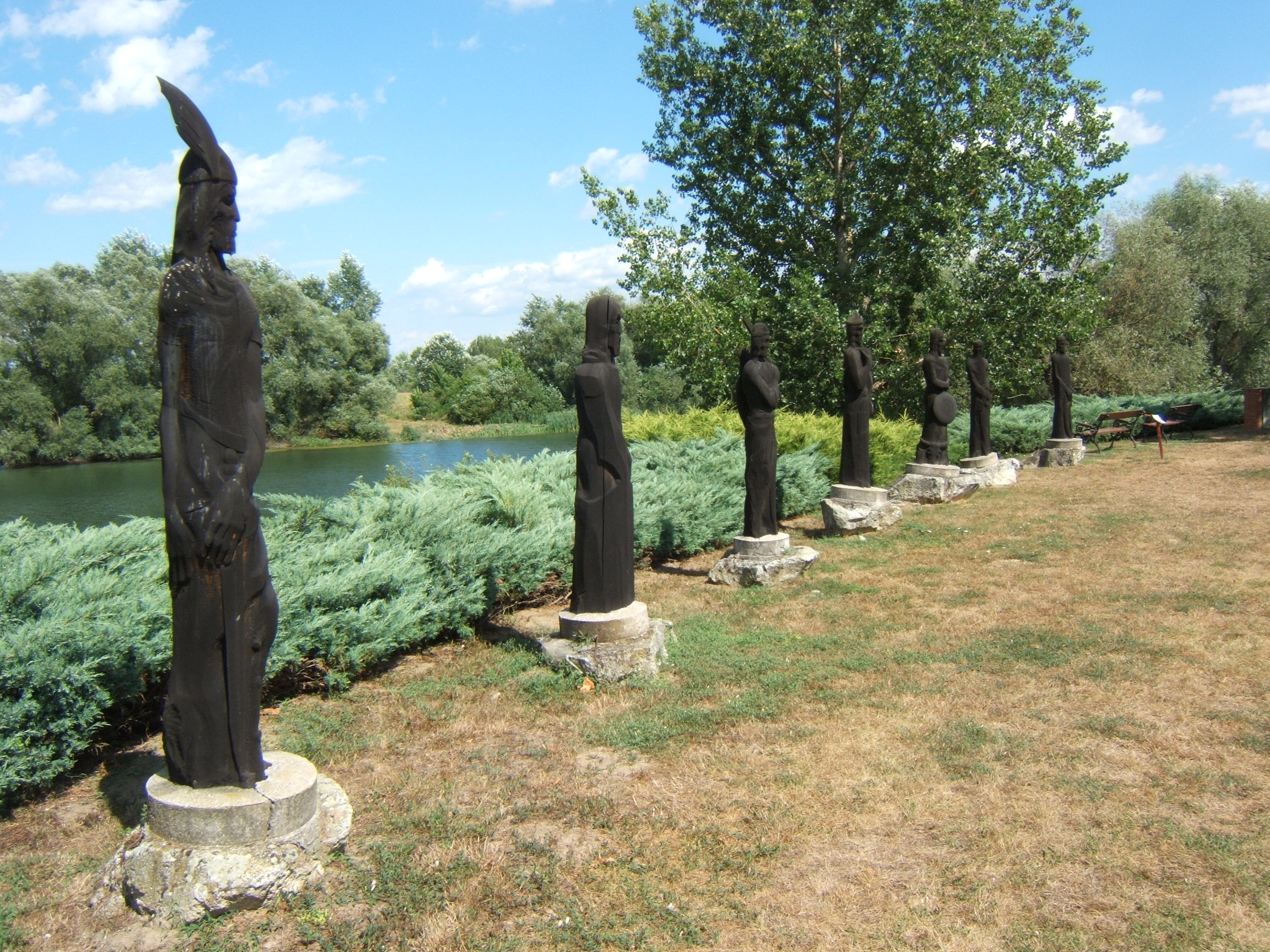
A hét vezér emlékműve
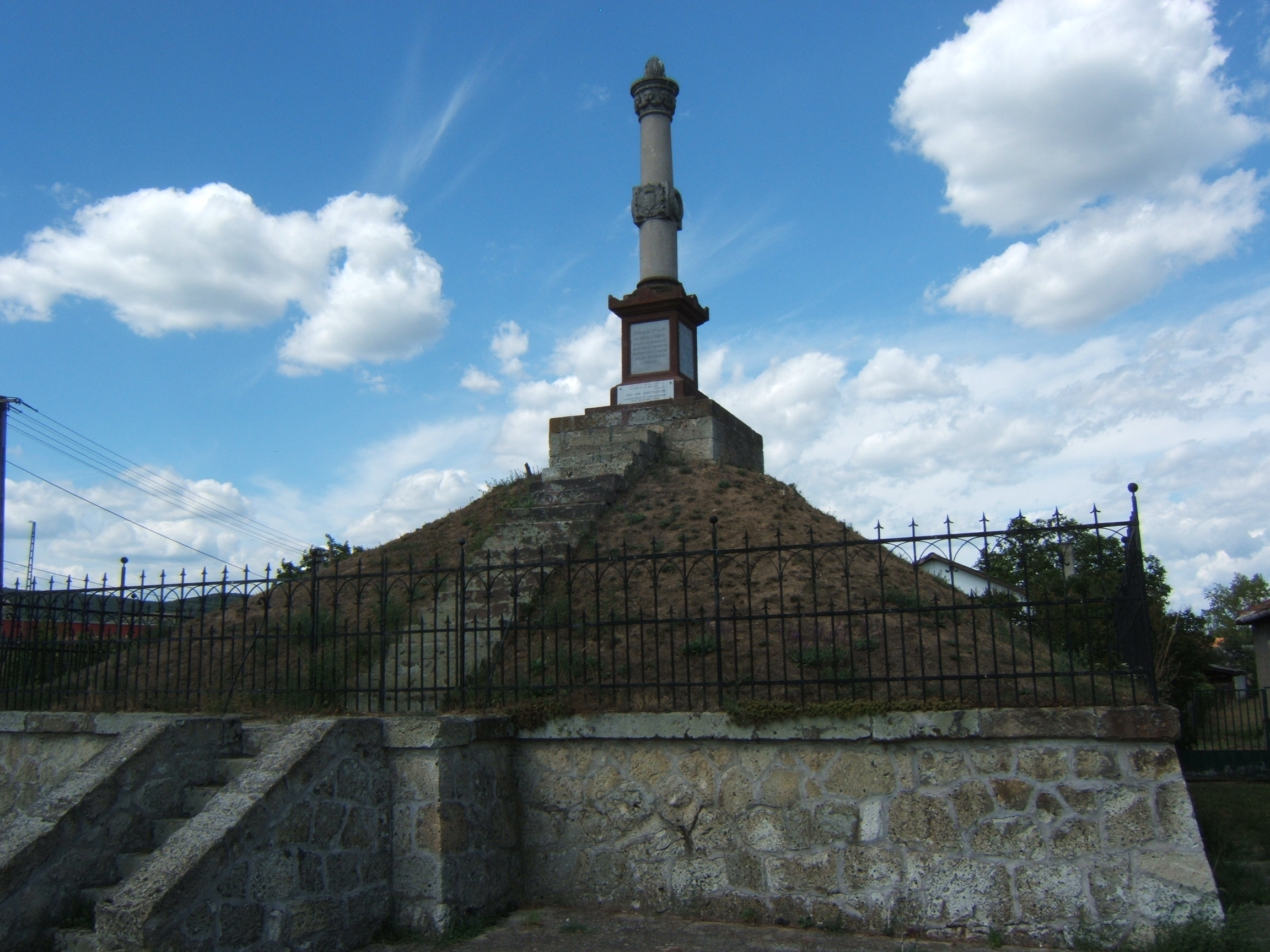
A környékbeli 1849-es győztes csata emlékműve